# Dominotiers
Le Club du domino ou les Dominotiers est une association de joueurs de dominos fondée par le sculpteur Dantan le Jeune vers 1838.

## Historique
Ce club était toujours actif 27 ans plus tard en 1865.
Il regroupait 70 membres de Paris et du Nord de la France, au nombre desquels des personnalités du monde littéraire, artistique et politique. Avec les dominos, le jeu de mots était la principale activité du club.
Dantan le Jeune, fondateur et animateur principal du club des Dominotiers, chez qui il se réunissait, est mort à Baden-Baden le 6 septembre 1869. La date précise de la disparition du club des Dominotiers reste ici à préciser.
Le mot dominotier a aussi été utilisé  pour désigner les membres de la corporation des fabricants de papiers peints.

## Les membres du club des Dominotiers

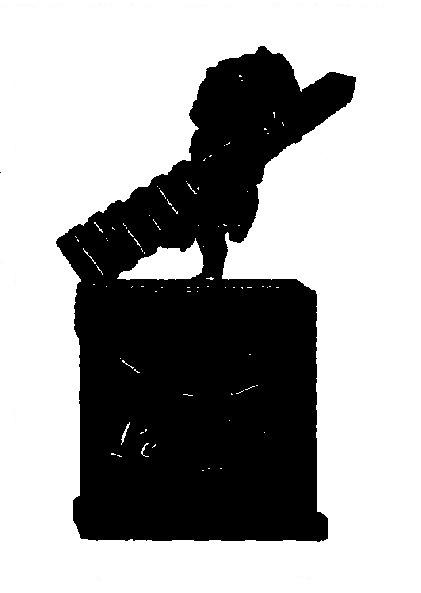
Extrait de l'album des Dominotiers : portrait charge de l'ingénieur Lebas,.

Arthur Dinaux écrit à propos de Dominotiers :
Toutes les célébrités sont bonnes à connaître : on ne sera peut-être pas fâché de savoir les grands noms de France qui se distinguent dans l'art du double-six. Les dominos ont leurs maréchaux, comme la littérature, comme l'armée. Nous avons remarqué parmi ceux inscrits dans ces annales si luxueusement illustrées, les noms de MM. Alphonse Karr, Jacques Mathieu banquier ; Louis Huart ; le docteur Lallemand ; Levaillant, commandant de Philippeville ; le marquis de Turgot, pair de France, ministre de L. Napoléon, lors du 2 décembre 1851 ; Ed. Renaud, architecte de St-Cloud, auteur du frontispice ; Proyez, référendaire aux sceaux ; Delegorgue, de Douai, voyageur intrépide ; Ed. de Larac ; de St.-Laurent, secrétaire du conservatoire; Pilvois, financier ; trois Desrousseaux (des Ardennes) ; Dupetit, adj.-major au 34e de ligne, à Valenciennes ; H. S. Berthoud, Dantan jeune ; Levêque, imprimeur à Cambrai, etc. ; Jules Janin brille par son absence.

## Le fonctionnement du club en 1855

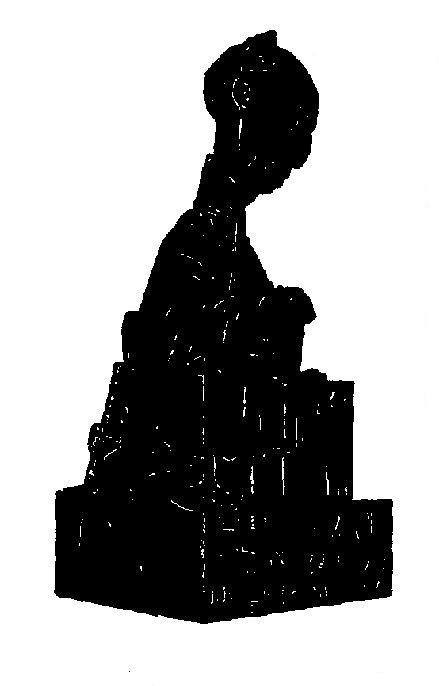
Extrait de l'album des Dominotiers : portrait charge du docteur Orfila.

Eugène Guinot écrit, le 7 octobre 1855, dans Le Figaro :
Trois heures sonnent le club du domino ouvre sa séance.
Ils sont une vingtaine, les plus forts joueurs de Paris, les érudits et les habiles dans la pratique de ce jeu savant, qui ont choisi l'atelier de Dantan pour le lieu ordinaire de leurs exercices quotidiens.
Tous les jours, de trois à six heures, la partie s'organise. Les voici quatre à table : un docteur célèbre, un marquis, ancien pair de France, un journaliste, un peintre de pastel. Le club du domino confond ses séances, dans l'atelier de Dantan, avec l'académie du calembour.
Ce sont deux institutions qui marchent de front dans ce séjour. Les mêmes sociétaires pratiquent les deux arts et sont à la fois clubistes et académiciens. Ils posent le double-six et se lancent un jeu de mots simultanément et avec un égal aplomb.

## Un poème écrit en hommage
Louis Jousserandot a écrit en hommage aux Dominotiers et au jeu de dominos une épître à Dantan le Jeune et S.-H. Berthoud, datée de Paris, le 15 février 1848. Elle est consultable en ligne sur le site Gallica de la BNF.

## Sources
- Arthur Dinaux, Les Sociétés badines, bachiques, littéraires et chantantes : leur histoire et leurs travaux, vol. 1, Paris, Bachelin-Deflorenne, 1867 (lire en ligne), p. 236-238
- Louis Jousserandot, Le Domino : Épître à Dantan jeune et S.-H. Berthoud, Paris, imprimerie de Delanchy, 1848, 8 p, in-fol (lire en ligne).